# EMD F40PH
Die EMD F40PH ist eine vierachsige dieselelektrische Lokomotivbauart mit 3000 bis 3200 hp (2,2 bis 2,4 MW) Motorleistung, die von der General Motors Electro-Motive Division in mehreren Varianten von 1975 bis 1992 gebaut wurde. Sie waren ursprünglich für den Einsatz mit Reisezügen auf kürzeren Strecken von Amtrak vorgesehen. Nachdem sich der Lokomotivtyp EMD SDP40F bei Amtrak jedoch nicht bewährte, wurden die F40PH zum Rückgrat der Diesellokomotivflotte von Amtrak. Die F40PH fanden auch weite Verbreitung bei Pendlerbahnen in den USA und bei Via Rail Canada.
EMD baute selbst 475 F40PH-Lokomotiven. 31 weitere Exemplare mehrerer F40PH-Varianten wurden zwischen 1988 und 1998 von Morrison-Knudsen (MK Rail) bzw. MotivePower Industries in Lizenz und Verwendung von EMD-Originalteilen gefertigt, teilweise als Umbau älterer Lokomotiven anderer EMD-Typen.
Amtrak stellte seine F40PH Mitte der neunziger Jahre zugunsten der GE Genesis ab, aber die Lokomotiven bleiben die Hauptstütze der Fernverkehrszüge von Via Rail und ein Bild der Lokomotive, die The Canadian befördert, wurde in der Grenzserie der kanadischen 10-Dollar-Serie gezeigt. Die F40PH sind immer noch ein häufiger Anblick auf vielen Pendlerstrecken in den Vereinigten Staaten und gelegentlich auch vor Güterzügen im Einsatz. Darüber hinaus hat Amtrak mehrere Lokomotiven mit ausgebautem Antrieb als Steuerwagen eingesetzt.

## Hintergrund
Amtrak übernahm bei seiner Gründung 1971 von den Vorgängerbahnen, die den Reisezugdienst aufgaben, einen alternden und sehr abweichenden Diesellokomotivbestand. Die neueren Lokomotiven behielten sie für den Güterverkehr oder den Betrieb der verschiedenen Vorortbahnen, die gesetzlich nicht auf Amtrak übergegangen waren. Als Ersatz für diese Lokomotiven bestellte Amtrak bei EMD 150 Lokomotiven der Bauart SDP40F, die 1973 in Dienst gestellt wurden. Sie wurden 1975 durch 25 P30CH von GE ergänzt. Die SDP40F hatten jedoch konstruktive Mängel. Probleme mit der Gewichtsverteilung führten Mitte der 1970er Jahre zu einer Reihe von Entgleisungen. Aufgrund der mangelhaften Drehgestellkonstruktion der P30CH (und des elektrischen GE E60CP) drosselte weitere Bestellungen dieser Einheit, als Amtrak im Frühjahr 1975 mehr Kurz- und Mittelstreckenleistung benötigte.

## Konstruktion

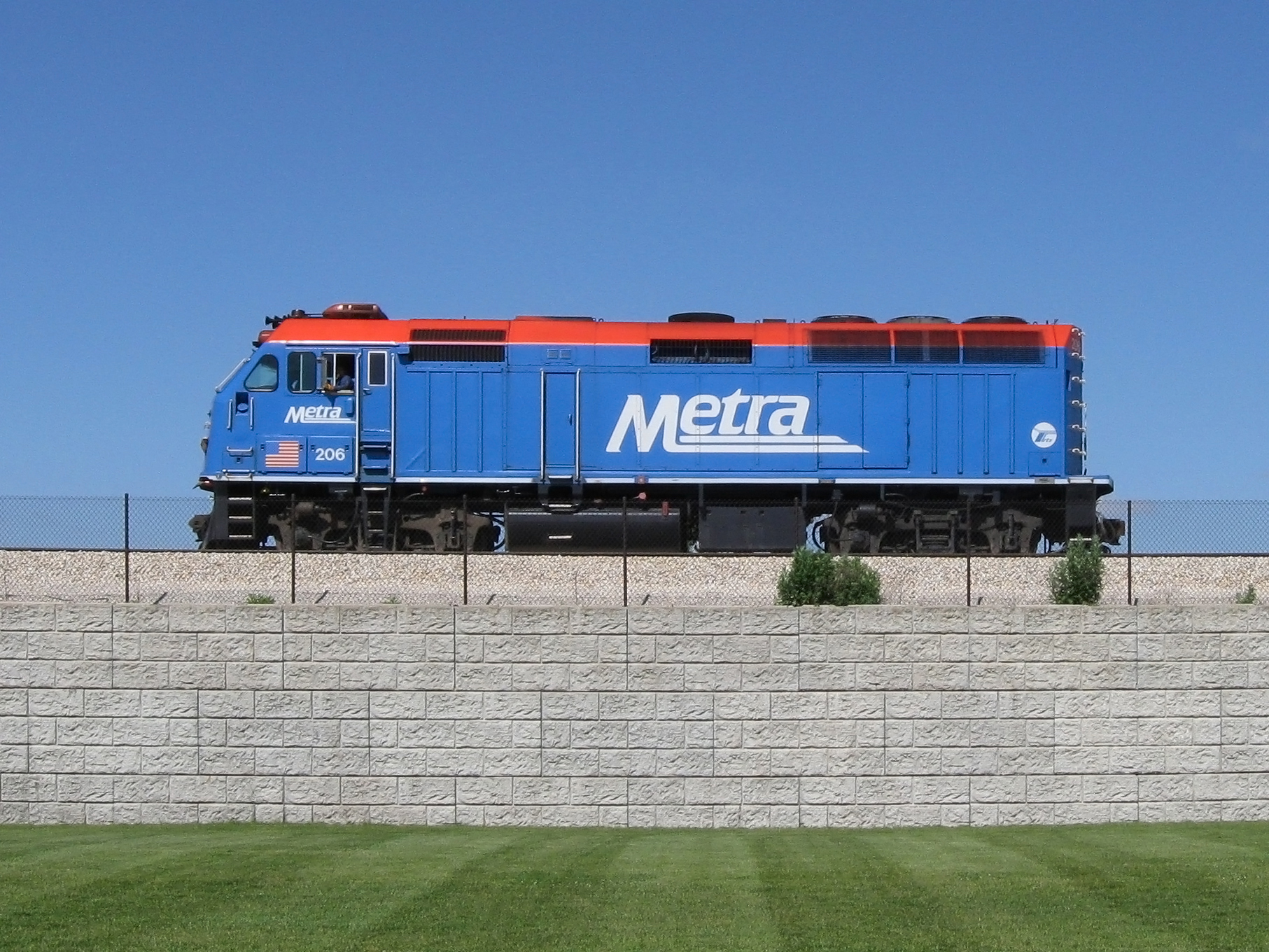
Die F40PHM-2 206 von Metra in der Nähe von Stuart Field in Chicago

Die Konstruktion der F40PH basiert auf der Güterzuglokomotive GP40-2, von der der dieselelektrische Antrieb übernommen wurde. Der Motor ist ein wassergekühlter V16-Zweitakt-Dieselmotor EMD 645E3 mit Abgasturbolader, der 3000 hp (2237 kW) bei 893 min−1 leistet. Der Traktionsgenerator wandelt das Verbrennungsmotordrehmoment in elektrische Energie um, die über einen Hochspannungsschrank an die Fahrmotoren verteilt wird. Jeder der vier Fahrmotoren treibt einen Radsatz an. Das Übersetzungsverhältnis bestimmt die Höchstgeschwindigkeit der Lokomotive. Das Übersetzungsverhältnis beträgt in der Regel 57:20, was eine Höchstgeschwindigkeit von 103 mi/h (166 km/h) ermöglicht. Einige F40PH von Amtrak wurden mit einer Übersetzung von 56:21 für 110 mi/h (177 km/h) geliefert. Die ersten 30 Lokomotiven wurden mit einem Tankvolumen von 1500 gal (5678 l) gebaut. Alle nachfolgenden Einheiten erhielten hingegen ein Tankvolumen von 1800 gal (6814 l). Bei der 1985 eingeführten Bauart F40PH-2 wurden neuentwickelte Dieselmotoren mit 3200 hp (2386 kW) Leistung eingebaut. Viele der ursprünglichen Lokomotiven wurden auf diesen Motor umgerüstet. Die Lokomotiven sind 56 ft, 2 in (17 120 mm) lang und weisen eine Masse von 260 000 lb (117,934 t) auf. Die Achslast liegt damit bei 29,5 t.
Im Gegensatz zu reinen Güterzuglokomotiven hat die F40PH einen weiteren Generator für die Energieversorgung des Wagenzuges. Er erzeugt Dreiphasenwechselspannung mit 480 V und eine Leistung von 500 kW. Bei später gebauten Einheiten wurde die Leistung auf 800 kW erhöht. Ursprünglich wurde dieser Generator ebenfalls vom Traktionsdieselmotor aus angetrieben, was eine konstante Motordrehzahl von 893 min−1 erforderte, da kein Umrichter vorgesehen war. Die Leistung der Fahrmotoren wurde durch Variieren der Erregung des Traktionsgenerators gesteuert. Bei einigen späteren Versionen der F40PH und bei vielen umgebauten F40 treibt ein Hilfsdieselmotor den Heizgenerator an. Bei den so ausgerüsteten Lokomotiven wird die Drehzahl des Antriebsdieselmotors auf übliche Weise geregelt. Sie sind an der zusätzlichen Abgasanlage am führerstandslosen Ende und am leiseren Leerlauf zu erkennen. Die F40 mit konstanter Dieselmotordrehzahl sind merklich lauter.
Bei der ursprünglichen Konstruktion befanden sich der Batteriekasten und die Druckluftbehälter für die Bremsanlage vor dem Kraftstofftank. Bei nach 1977 hergestellten Lokomotiven wurden diese hinter den Tank verlagert. Der Batteriekasten kehrte bei den F40PH-2 an seinen ursprünglichen Platz zurück. Die an Caltrain gelieferten F40PH-2 enthielten Scheinwerfer im Stil der Southern Pacific Railroad.
Die Bezeichnung „F40PH“ steht für 
- „F“: full-width cowl carbody, also einen Lokkasten ohne seitliche Umläufe, der einen Großteil der Fahrzeugumgrenzung ausnutzt,
- „40“: 40er-Serie von EMD (basierend auf der Güterzuglokomotivbauart GP40-2),
- „P“: passenger service, also Lokomotive für Personenzüge und
- „H“: head-end power, die Erzeugung des elektrischen Stromes für den Wagenzug in der Lokomotive.

## Geschichte

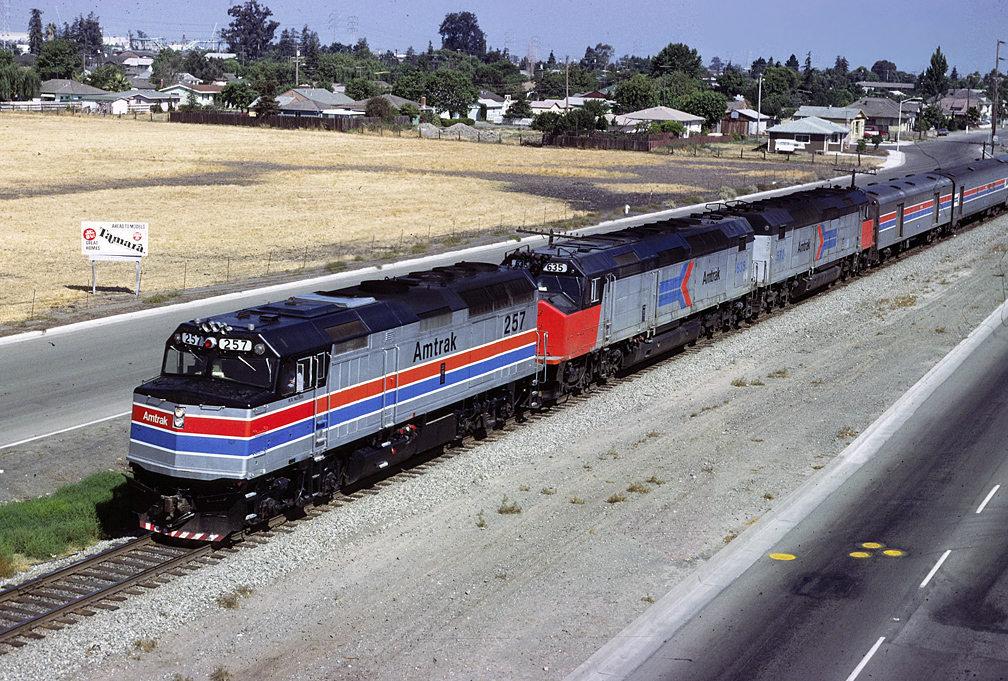
Die F40PHR 257 bespannt den Coast Starlight in Agnew mit zwei SDP40F, (Aufnahme von 1980)

Amtrak bestellte am 8. Mai 1975 seine ersten 30 F40PH. Die erste der neuen Lokomotiven wurde am 9. April des folgenden Jahres in Dienst gestellt. Amtrak beabsichtigte, die Lokomotiven für kurze Strecken wie den San Diegan in Kalifornien und den Northeast Corridor im damals nicht elektrifizierten Teil zwischen New Haven, Connecticut und Boston, Massachusetts einzusetzen. Die Züge auf Langstrecken wurden mit den damals neuen SDP40F von EMD bespannt, die Ende 1975 von J. David Ingles als „Stars der Amtrak-Fernzüge“ bezeichnet wurden. Zwei Ereignisse führten zu einer wesentlichen Änderung des Denkens bei Amtrak. Das erste war ein starker Anstieg von Ausfällen der SDP40F, einschließlich mehrerer Entgleisungen. Das zweite war der ungewöhnlich kalte Winter 1976–1977 (Blizzard of ’77), dem viele der dampfbeheizten Zugeinheiten von Amtrak nicht gewachsen waren. Amtrak stellte zahlreiche Verbindungen ein und die neuen Amfleet-I-Züge mit Zugsammelschiene, die für kurze Fahrten ausgelegt waren, in Dienst. Die F40PH mit Heizgenerator waren daher gut für diesen Einsatzzweck geeignet.

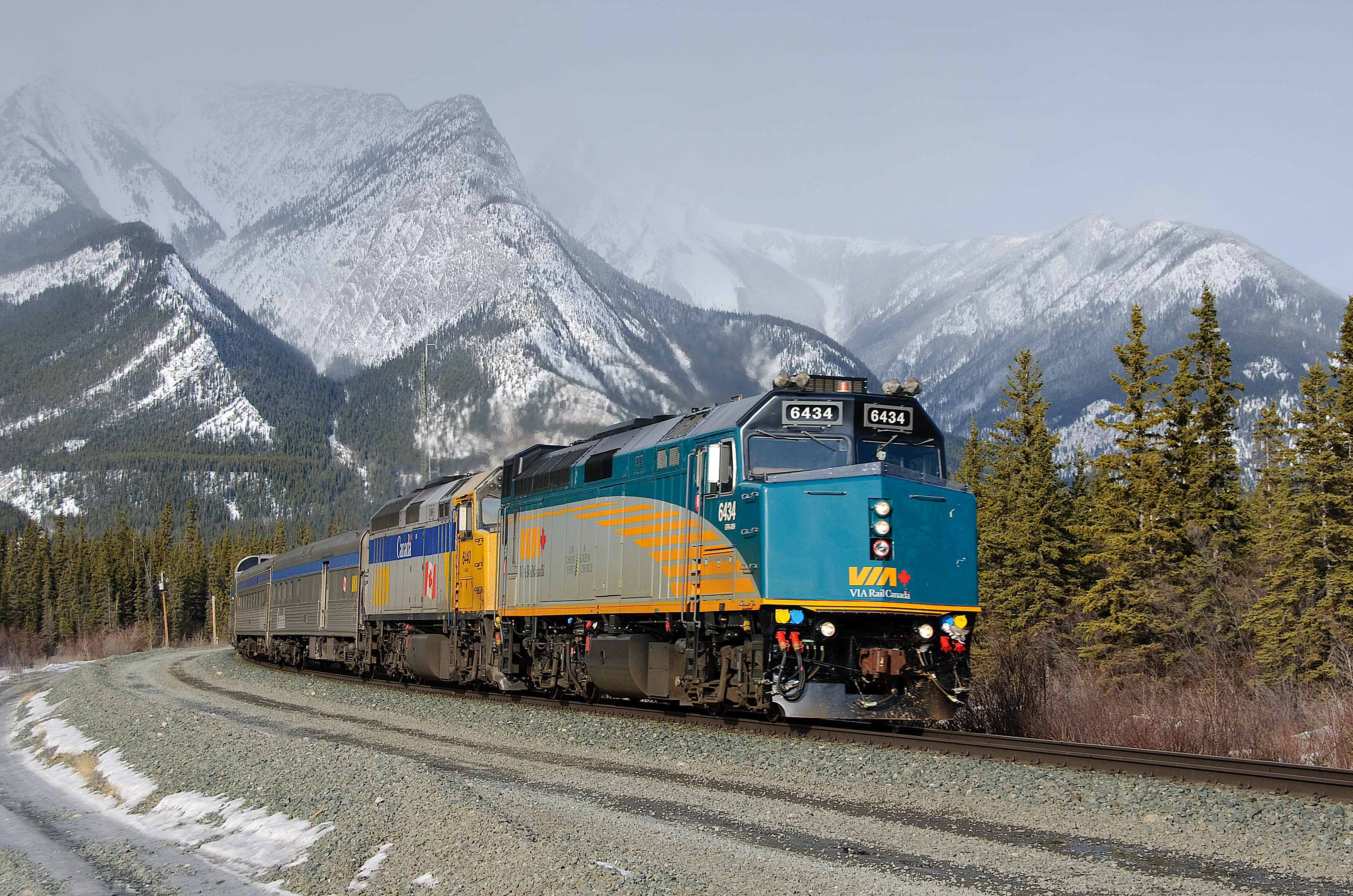
Wiederaufgebaute F40PH-2D 6434 von Via mit einer originalen F40PH vor dem Canadian in der Nähe von Jasper, Alberta

Als die Probleme mit der EMD SDP40F zunahmen, übernahm Amtrak die F40PH landesweit als langfristige Lösung für den Dieselbetrieb. Im Frühjahr 1977 gab Amtrak 40 SDP40F an den Hersteller EMD zurück. Einige Komponenten dieser Lokomotiven einschließlich der Dieselmotoren wurden Wagenkästen von F40PH eingebaut. Die 40 umgebauten Lokomotiven wurden als F40PHR bezeichnet, sie waren identisch mit neu gebauten F40PH, die den größeren Kraftstofftank und den leistungsstärkeren Generator für die Zugsammelschiene enthielten, die zum Standard geworden waren. Amtrak erwarb schließlich 132 F40PHR auf diese Weise, was zusammen mit neuen Aufträgen zwischen 1975 und 1988 und dem Kauf von sechs GMD F40PH von GO Transit im Jahr 1990 zu einem Bestand von 216 Lokomotiven führte.
Der erste Nahverkehrsbetreiber, der Lokomotiven der Bauart F40PH bestellte, war die Regional Transportation Authority (RTA) in Chicago, ein Vorläufer von Metra, der zwischen 1977 und 1983 74 Fahrzeuge beschaffte. Metra bestellte zwischen 1988 und 1992 41 weitere. Andere Eisenbahnverkehrsunternehmen, die F40PH erwarben, waren die Massachusetts Bay Transit Authority (MBTA), Caltrain, GO Transit, New Jersey Transit und Via Rail Canada. Schließlich bestellte die Bahnbaufirma Speno 4 Einheiten. Insgesamt baute EMD 449 Lokomotiven, einschließlich der mit Teilen der SDP40F entstandenen F40PHR.

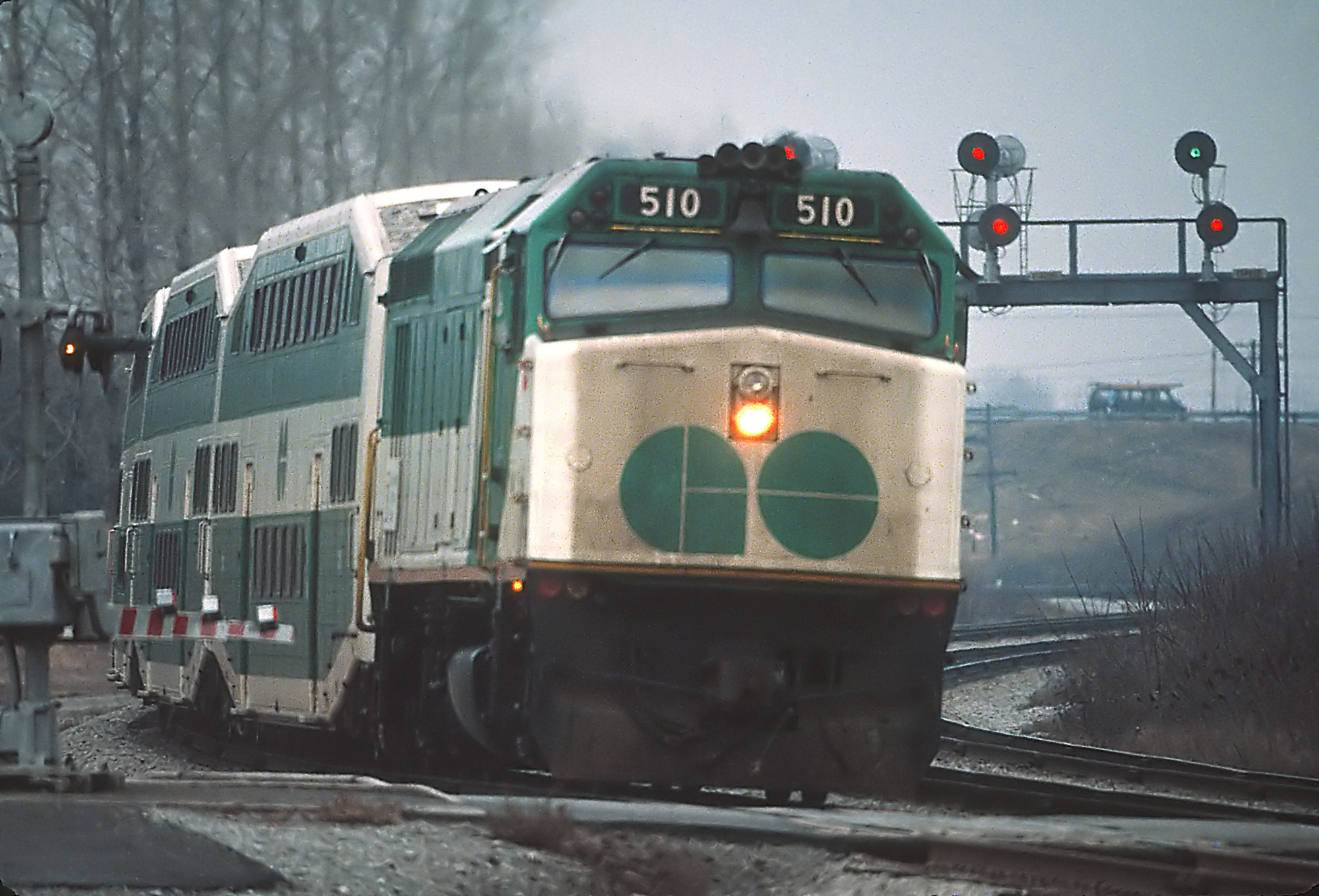
GO Transit F40PH 510 auf der Kingston Subdivision von CN im März 1981

Die F40PH erwiesen sich für Amtrak als zuverlässig. Anfang der 1990er Jahre waren nur vier Einheiten ausgemustert worden; die Lokomotive stand im Mittelpunkt der Werbung von Amtrak. Das Trains Magazine schätzte, dass jede F40PH durchschnittlich bis zu 175 000 mi (282 000 km) pro Jahr zurücklegte. Amtrak begann 1991 damit, die F40PH durch Dash 8-32BWH von GE zu ersetzen. Ab 1993 kamen Lokomotiven der Bauart P40DC von GE und ab 1996 P42DC hinzu. Die meisten F40PH wurden im Jahr 2000 abgestellt; der letzte fahrplanmäßige Einsatz war im Dezember 2001 auf dem Maple Leaf.
Lokomotiven der Bauart F40PH werden von Via Rail weiterhin eingesetzt. Zwischen 2007 und 2012 hat Via seine gesamte F40PH-Flotte für 100 Mio. CAD technisch aufgewertet. Das Umbauprogramm umfasste neue Generatoren für die Zugsammelschiene, überholte Motoren, einen dritten Scheinwerfer, die Überholung des Führerstandes, zusätzliche Makrofone vorn und eine Lackierung im neueren VIA-Schema. Die umgebaute Lokomotive 6403, die den Canadian durch die Rocky Mountains zieht, ist seit 2013 auf der Rückseite der neugestalteten kanadischen Zehn-Dollar-Note abgebildet (die tatsächliche 6403 wurde später in 6459 umnummeriert). Ab 2018 hat VIA 53 solcher Lokomotiven im Einsatz. Diese Lokomotiven werden durch 2001 ausgelieferte P42DC von GE ergänzt.
Drei F40PH von Amtrak sind erhalten geblieben: die 231 gehört Dynamic Rail Preservation in Boulder City, Nevada, die 281 befindet sich im California State Railroad Museum und die 307 im North Carolina Transportation Museum.

## Varianten

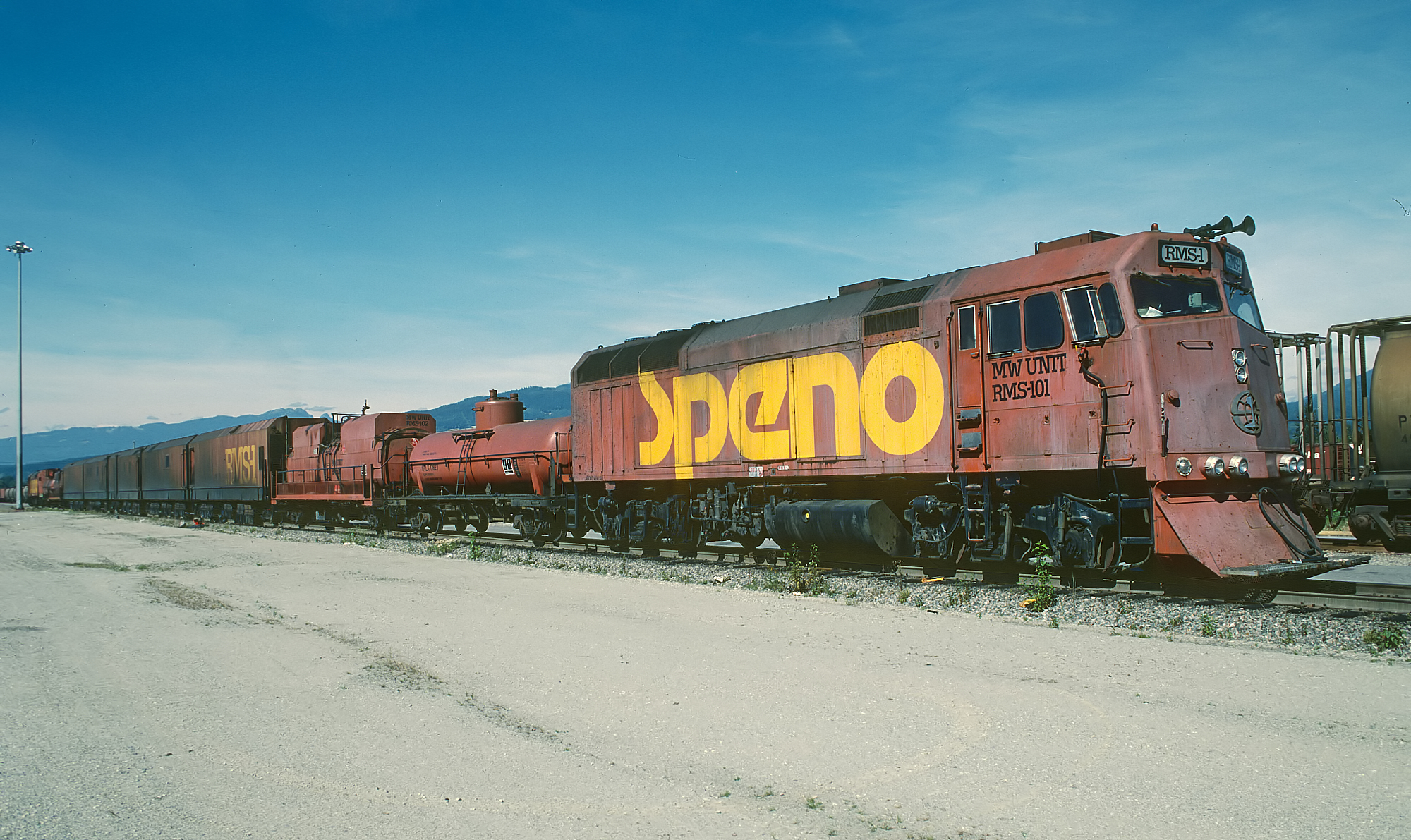
Speno-F40PH-2M 101 in Coquitlam, British Columbia, 1987

Die Langlebigkeit der F40PH hat zu zahlreichen Umbauten und Wiederaufarbeitungen geführt. Mehrere Eisenbahnverkehrsunternehmen haben ihre Lokomotiven um einen separaten Generator für die Zugsammelschiene erweitert. Diese werden als F40PH-2C und F40PH-CAT bezeichnet, wobei Cummins- bzw. Caterpillar-Generatoren verwendet wurden. Die F40PH-2C ist mit einer Masse von 282 000 lb (127,913 t) erheblich schwerer als die ursprüngliche Konstruktion. Die von Via Rail eingesetzten F40PH-2D erhielten spezielle Anpassungen für den Betrieb in Kanada, einschließlich spezieller Seitenleuchten zur Ausleuchtung neben den Gleisen. Die letzten 30 Lokomotiven von Metra mit den Bezeichnungen F40PHM-2 und F40PHM-3 wurden mit einer geneigten Kabine gebaut, die der experimentellen EMD F69PHAC ähnelt. Das stromlinienförmige Erscheinungsbild erhielt den Spitznamen „Winnebago“. Die vier Lokomotiven von Speno mit der Bezeichnung F40PH-2M wurden ohne Turbolader geliefert, wodurch sich die Leistung auf 2000 hp (1491 kW) verringerte. Die fünf 1988 von Morrison-Knudsen für Tri-Rail umgebauten EMD GP40-Lokomotiven wurden als F40PHL-2 bezeichnet. Progress Rail baute 41 Metra-Einheiten mit überholten Motoren, umgebauten Fahrmotoren und computergesteuerter Zugkraftregelung um. Diese wurden als F40PH-3 bezeichnet.

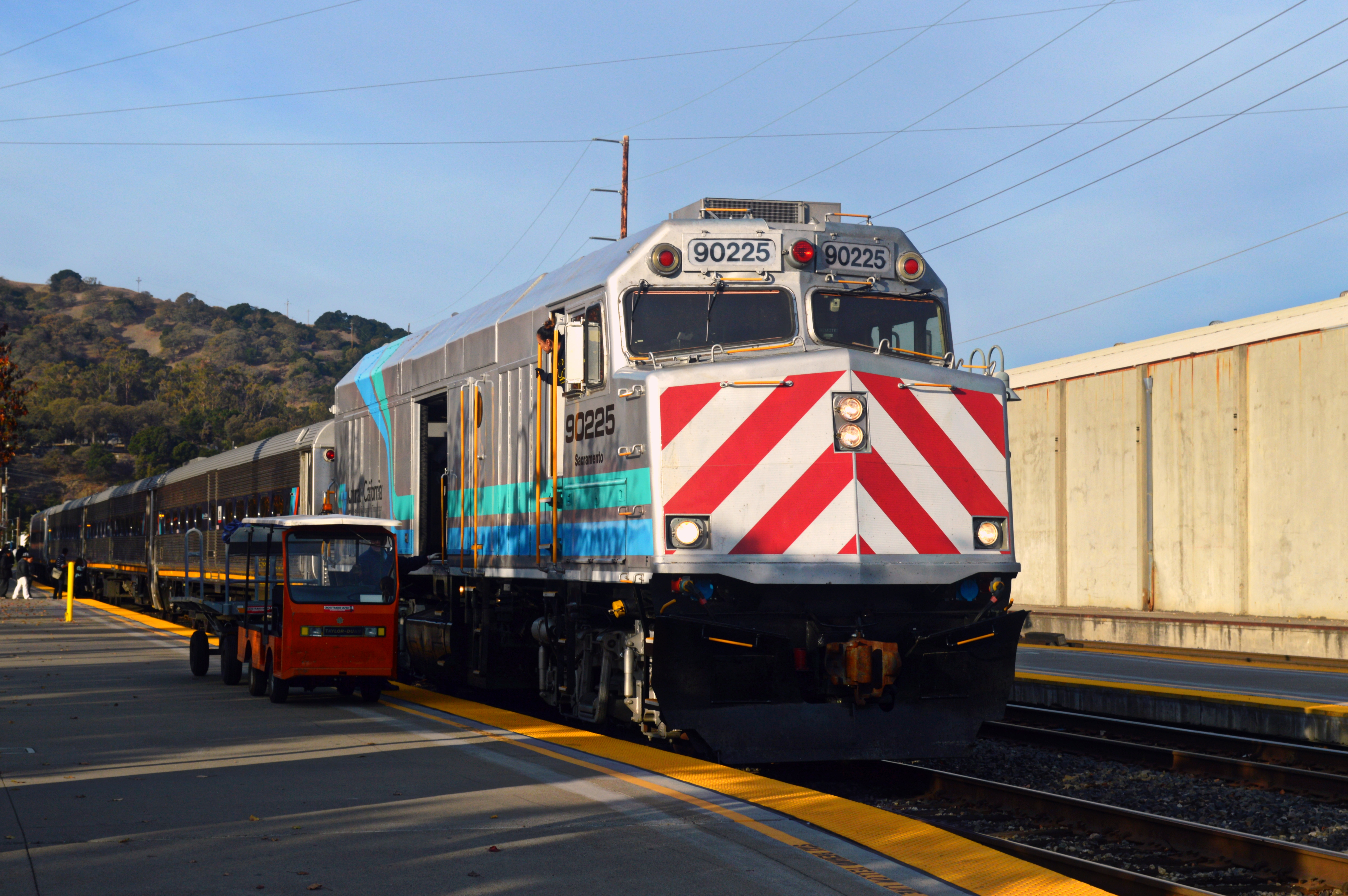
NPCU 90225 von Amtrak mit einem San Joaquin in Martinez im November 2013

Nach der Ausmusterung baute Amtrak einige der Lokomotiven in Gepäck- beziehungsweise Steuerwagen um. Umgangssprachlich werden sie als „Cabbage“ (ein Portmanteau aus Cabin „Kabine“ und baggage „Gepäck“) und offiziell als nicht angetriebene Steuerwagen (Non-Powered Control Units, NPCUs) bezeichnet. Bei diesen Einheiten wurden die Antriebsausrüstung entfernt sowie große Rolltore an der Seite eingebaut (damit der ehemalige Motorraum für Gepäck verwendet werden kann). Amtrak baute zwischen 1996 und 2007 22 Lokomotiven entsprechend um. Jede umgebaute Einheit wurde neu umgezeichnet, indem der ursprünglichen Nummer „90“ vorangestellt wurde. Im Jahr 2011 wurde die F40PH 406 zu einer NPCU umgebaut, um den Wendezugbetrieb des Amtrak-Ausstellungszuges zum 40-jährigen Jubiläum zu ermöglichen. Zusätzlich wurde ein Dieselgenerator zur Versorgung mit Hilfsstrom installiert. Im Gegensatz zu anderen NPCU behielt die 406 ihre ursprüngliche Nummer und ähnelt äußerlich einer betriebsfähigen F40PH.
Einige F40PH gelangten nach entsprechenden Anpassungen in den Güterverkehr. Die F40M-2F, die auf der San Luis and Rio Grande Railroad und früher auf der Canadian American Railroad verkehren, wurden auf eine Höchstgeschwindigkeit von 65 mi/h (105 km/h) eingestellt und mit einer vergrößerten Tankkapazität von 2900 gal (10 978 l) ausgestattet. Sie wurden auch mit einer Tür, einer Plattform und Stufen an der Vorderseite ausgestattet.

## Ursprüngliche Besitzer

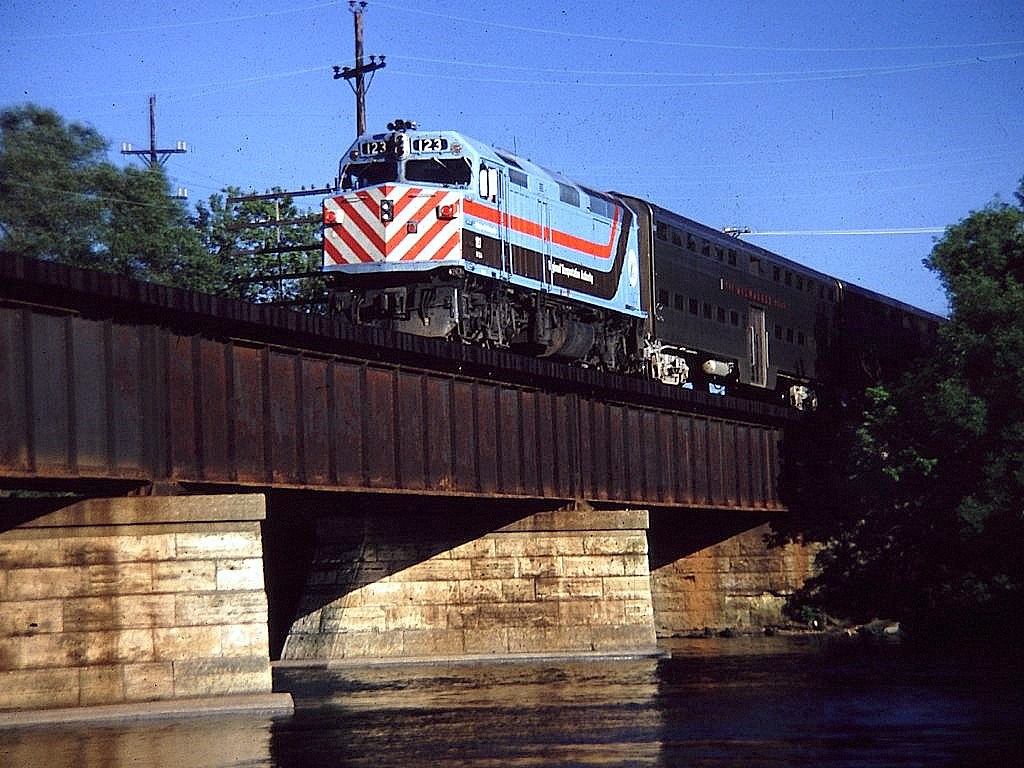
Die F40PH 123 von RTA überquert 1981 den Fox River in Elgin, Illinois

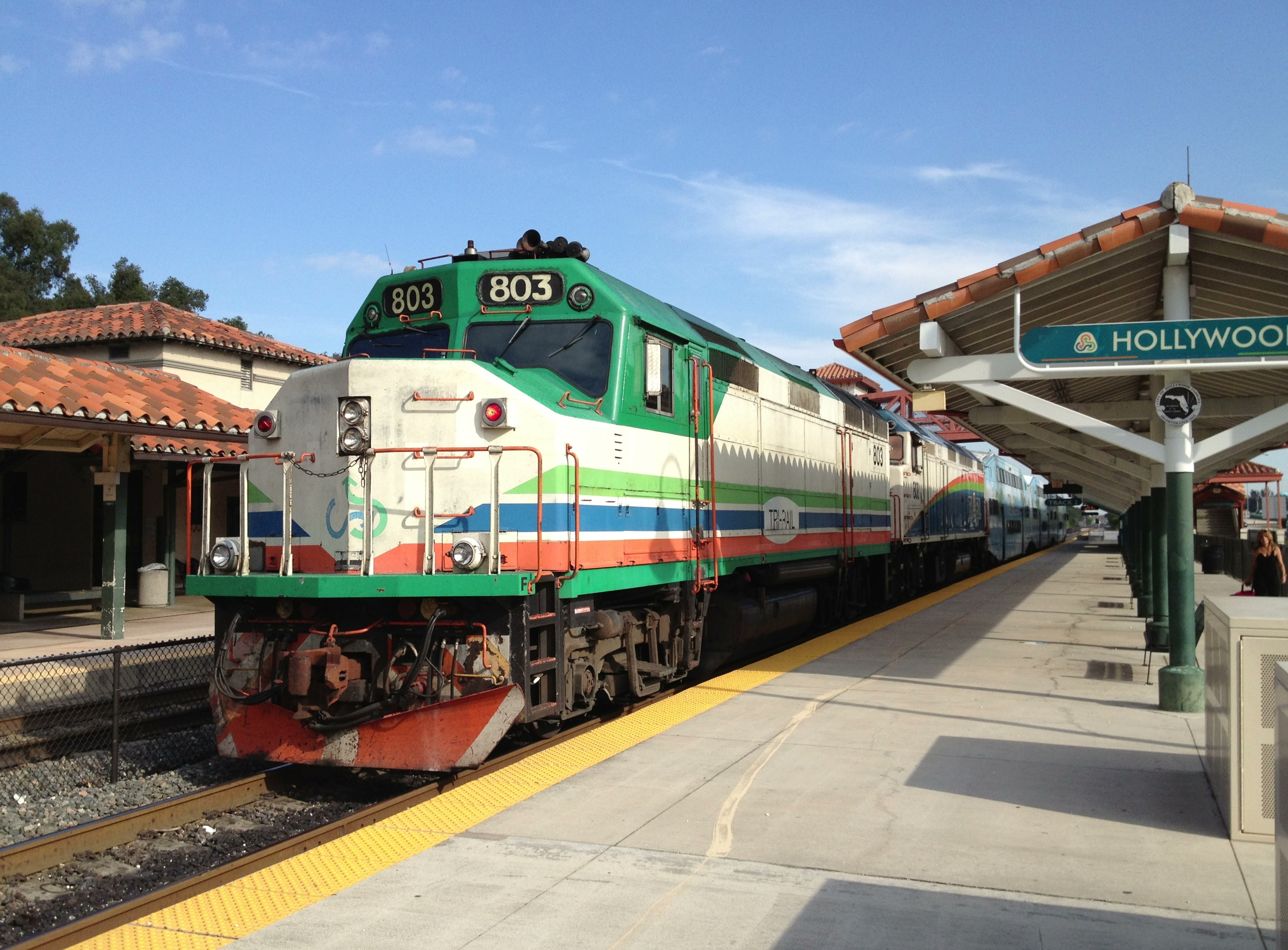
Tri-Rail M-K F40PHL-2 803 am Bahnhof Hollywood (Florida)

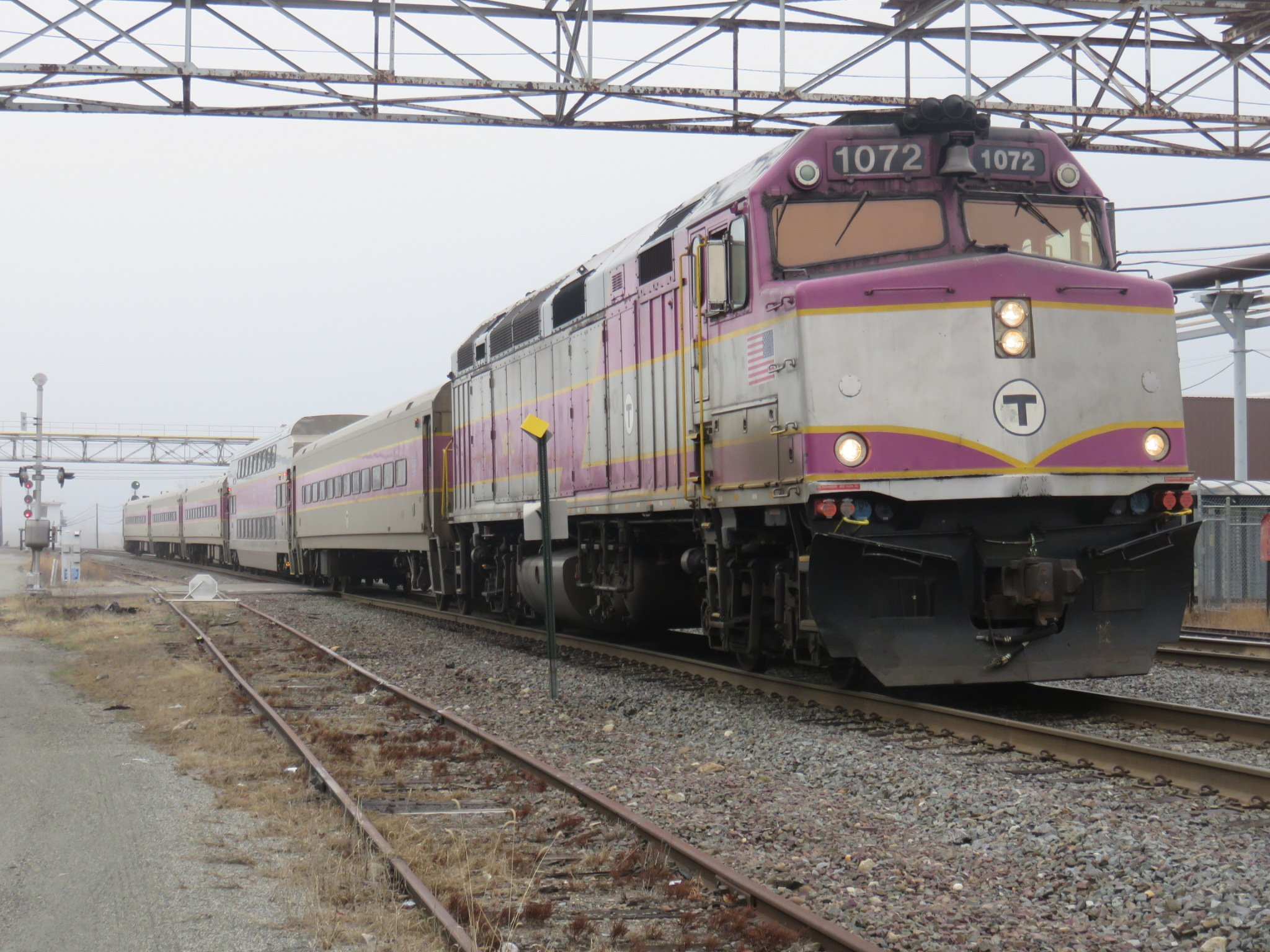
Die F40PH-2C 1072 von MTA am Bahnhof River Works im Jahr 2011

Die Electro-Motive Division stellte zwischen 1975 und 1992 475 F40PH aller Versionen her. Die Aufträge für GO Transit und Via Rail Canada wurden General Motors Diesel (GMD), der kanadischen Tochtergesellschaft des Unternehmens, erteilt. Morrison-Knudsen und sein Nachfolger MotivePower Industries haben zwischen 1988 und 1998 weitere 31 Lokomotiven aus älteren Fahrzeugen umgebaut.
| Eisenbahngesellschaft                             | Model                       | Anzahl                      | Loknummern                                  |
| Hergestellt von EMD und GMD                       | Hergestellt von EMD und GMD | Hergestellt von EMD und GMD | Hergestellt von EMD und GMD                 |
| ------------------------------------------------- | --------------------------- | --------------------------- | ------------------------------------------- |
| Amtrak                                            | EMD F40PH                   | 78                          | 200–229; 270–279; 300–309; 332–359          |
| Amtrak                                            | EMD F40PHR                  | 132                         | 230–269; 280–299; 310–331; 360–400; 401–409 |
| Caltrain                                          | EMD F40PH-2                 | 20                          | 900–919                                     |
| GO Transit                                        | GMD F40PH                   | 6                           | 510–515                                     |
| Massachusetts Bay Transportation Authority        | EMD F40PH                   | 18                          | 1000–1017                                   |
| Massachusetts Bay Transportation Authority        | EMD F40PH-2C                | 26                          | 1050–1075                                   |
| METRA                                             | EMD F40PH-2                 | 11                          | 174–184                                     |
| METRA                                             | EMD F40PHM-2                | 30                          | 185–214                                     |
| NJ Transit                                        | EMD F40PH                   | 17                          | 4113–4129                                   |
| Regional Transportation Authority                 | EMD F40PH                   | 74                          | 100–173                                     |
| Speno                                             | EMD F40PH-2M                | 4                           | S1–S4                                       |
| Via Rail Canada                                   | GMD F40PH-2                 | 59                          | 6400–6458                                   |
| Hergestellt von Morrison-Knudsen und Motive Power |                             |                             |                                             |
| Altamont Commuter Express                         | MPI F40PH-3C                | 6                           | 3101–3106                                   |
| Caltrain                                          | MPI F40PH-2C                | 3                           | 920–922                                     |
| Coaster                                           | M-K F40PH-2C                | 5                           | 2101–2105                                   |
| Massachusetts Bay Transportation Authority        | M-K F40PHM-2C               | 12                          | 1025–1036                                   |
| Tri-Rail                                          | M-K F40PHL-2                | 5                           | 801–805                                     |
| Tri-Rail                                          | M-K F40PH-2C                | 3                           | 807–809                                     |
| Insgesamt                                         |                             | 509                         |                                             |